# Норная саламандра
Норная саламандра (лат. Phaeognathus hubrichti) — вид хвостатых амфибий семейства Безлёгочные саламандры (Plethodontidae). Единственный представитель рода Phaeognathus. Видовое латинское название дано в честь американского биолога Leslie Raymond Hubricht (1908—2005).
Общая длина составляет 25—26 см. Голова вытянута, шириной не превосходит туловище. Глаза большие, навыкате. Туловище крепкое, почти стройное с 11—13 реберными бороздками. Хвост немного сжат с боков, на конце сужается. Конечности сильные, особенно задние, с 4 не совсем развитыми пальцами. Окраска варьирует от серого до бурого, иногда с чёрным или красным оттенком.
Селится в норах, которые расположены на склонах сырых, холодных ущелий. Эта саламандра ведёт роющий образ жизни. Иногда выглядывает на поверхность ночью или в дождь. Питается улитками, многоножками, насекомыми и их личинками, пауками, клещами.
Половая зрелость наступает в 4—6 лет. Спаривание и размножение происходит с ранней весны до сентября. Самки откладывают яйца в своей норе. Личиночная стадия развития отсутствует. В кладке около 15 яиц диаметром 7 мм.
Распространена в юго-центральной части штата Алабама (США) — между реками Алабама и Конека. Является официальным символом этого штата.